# Finchcocks
Finchcocks est un ancien manoir géorgien situé à Goudhurst, dans le Kent. Pendant 45 ans, il abrite un grand musée convivial d'instruments à clavier historiques, présentant une collection de clavecins, clavicordes, pianoforte, pianos carrés, orgues et autres instruments de musique. Le musée est dirigé par les propriétaires de la maison, Richard et Katrina Burnett. Il appartient ensuite à Neil et Harriet Nichols qui l'utilisent comme une maison familiale et un lieu pour des cours et des retraites de piano résidentielles. 
En 2017, le musée est fermé et la collection vendue.

## Le manoir
La maison est construite en 1725 et porte le nom de la famille qui vivait sur le site au XIIIe siècle. Le bâtiment est connu pour sa maçonnerie et a une élévation frontale spectaculaire attribuée à Thomas Arche. Il est situé dans 13 acres (5,260913346 ha) de terrains. Il comprend un parc à l'avant et un jardin à l'arrière avec de larges pelouses, des bordures d'arbustes matures, un verger pour les fleurs sauvages et un jardin clos. Il dispose d'une vue imprenable sur le paysage du Kent, parc, terres agricoles et jardins de houblon. 
La maison, avec des façades impressionnantes à l'arrière et à l'avant, est trompeuse : l'intérieur est une série de pièces communicantes sans couloirs et à seulement treize mètres de profondeur. Le catalogue de vente aux enchères documente  méticuleusement les instruments et dans la vente aux enchères, beaucoup  obtiennent deux ou trois fois les prix estimés. Un total de 835 462 £ est collecté grâce à la vente de la collection. 
Quatorze instruments de la collection sont conservés et forment la Collection Richard Burnett Heritage, qui est hébergée en 2018 au Burnetts's home à Tunbridge Wells. Ces salles, avec leurs hauts plafonds et leurs boiseries en chêne, offraient un cadre idéal pour la musique jouée sur des instruments d'époque ; la maison et les instruments étaient régulièrement utilisés pour les enregistrements par les principaux représentants de la musique ancienne tels que Trevor Pinnock, Simon Preston et Nigel North. Il existait également un club de jazz, fondé par Alastair Laurence de la société Broadwood Piano et développé par Roan Kearsey-Lawson en un lieu de jazz de premier plan où des artistes internationaux se sont produits, notamment Frank Holder et Duncan Lamont. Le club a également été présenté à la télévision BBC One.

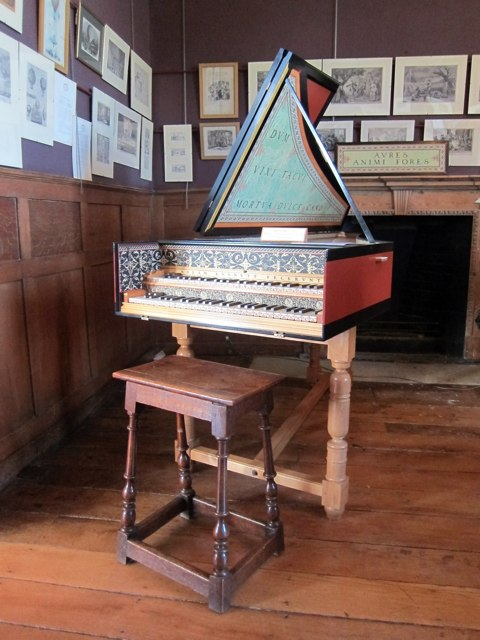
Un clavecin sorti de l'atelier d'Adlam Burnett, 1983.

## Collection Finchcocks
Finchcocks est acquis par Richard Burnett, un pianofortiste, en 1970. L'atelier Adlam Burnett (fondé par Derek Adlam et Richard Burnett) est mis en place dans la maison et permet aux luthiers de produire des copies d'instruments à clavier historiques dans un environnement idéal, tirant parti de la fabrication de nombreux originaux. Le bâtiment abrite la collection Katrina et Richard Burnett de plus de 100 instruments à clavier historiques ; une quarantaine d'entre eux sont entièrement remis en état de jouer. Ces derniers peuvent être vus et entendus chaque fois que la maison est ouverte au public ; c'est l'une des rares collections d'instruments historiques où les gens sont invités à les jouer eux-mêmes. Avec la retraite des Burnetts en 2015, le musée ferme ses portes et bon nombre de ses instruments sont vendus aux enchères à des fins caritatives,. 
Il existe également une collection d'images musicales, d'estampes et une exposition sur le thème des jardins d'agrément de Londres du XVIIIe siècle tels que Vauxhall et Ranelagh Gardens.

## Instruments historiques de la collection

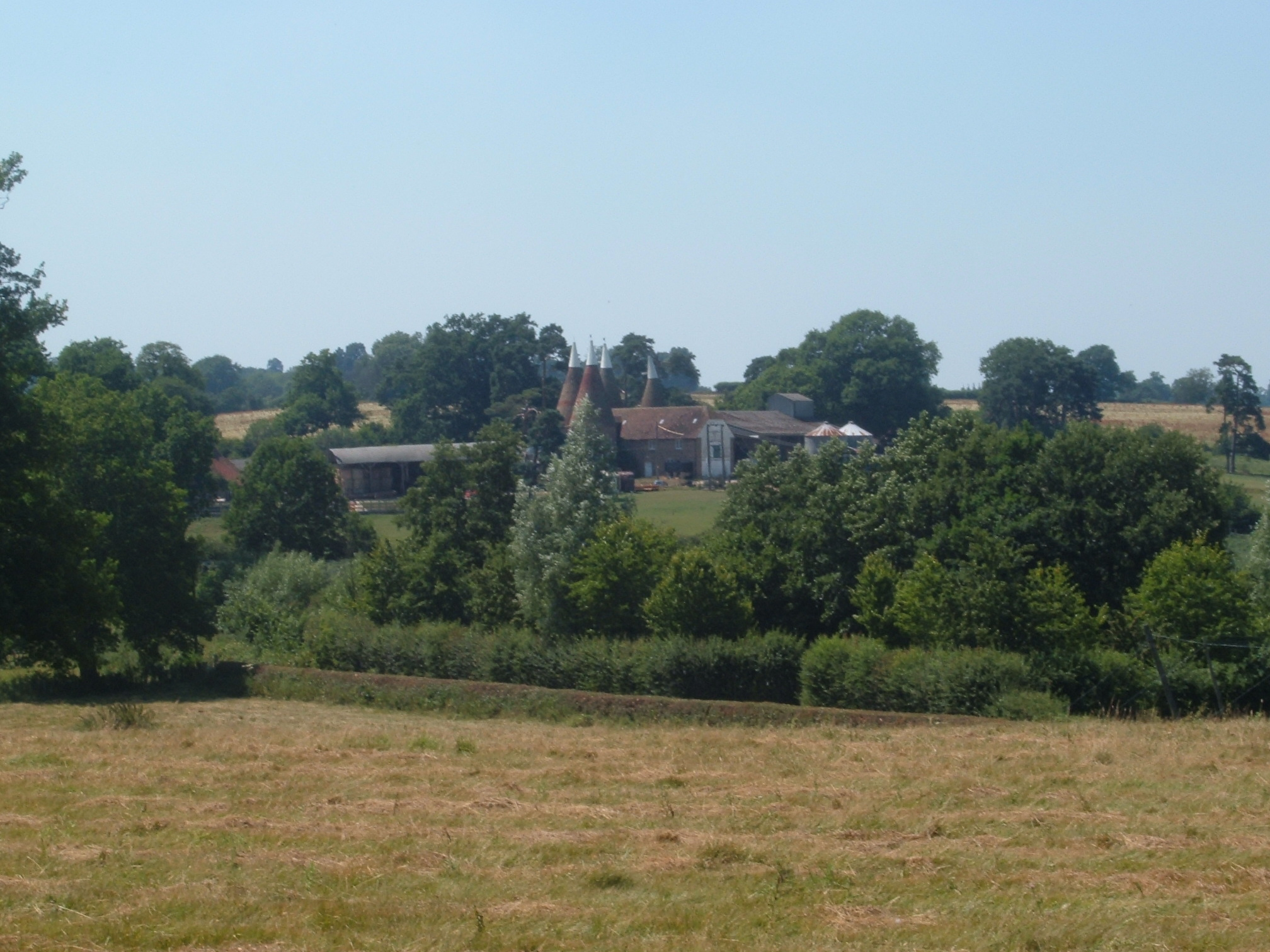
Vue sur la campagne du Kent depuis Finchcocks.

### Clavicordes
- Lindholm et Söderström, non fretté, 1806
- Georg Friedrich Schmahl, fretté, 1807

### Clavecins
- Joachim Antunes : un clavier, 1785
- Thomas Blasser : double clavier, 1744
- CA : épinette courbe, vers 1700
- Fr. Fourmi. L . : un clavier, 1716
- Gregori : un clavier, c.1697
- Onofrio Guarracino, virginal, 1668
- Jacob Kirckman : deux claviers, 1756
- Joseph Mahoon : épinette courbe, 1742 (aujourd'hui au Geelvinck Early Piano Museum, Amsterdam, Pays-Bas)

### Orgues
- Anonyme : orgue de chambre, vers 1680; orgue de chambre, vers 1790; orgue à anches libres miniature, vers 1860
- Alexandre Père et Fils : harmonium, 1859
- Autophon Société: organe cob (portable sans anche organe de cylindre ), c.1885
- John Avery : orgue de chambre, 1792
- William Ayton : orgue de Barbarie, vers 1800
- John Byfield : orgue de chambre, 1766
- Longman et Broderip : orgue de Barbarie, vers 1790

### Pianos

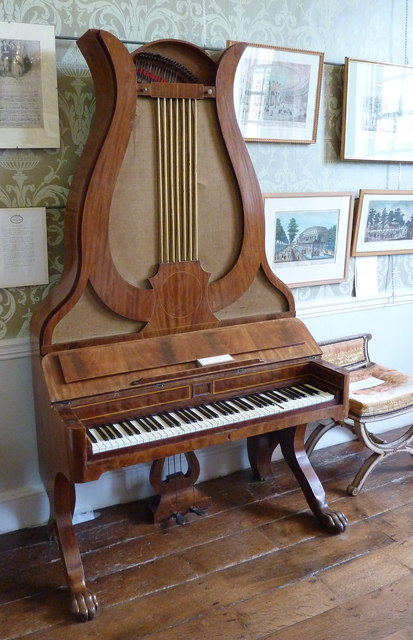
Lyre piano (Berlin, c.1830).

- Anonyme : piano carré portable, vers 1815 ; piano lyre (peut-être Schleip, Berlin), vers 1825 ; piano à queue domestique, XIXe siècle
- Gustaf et Wilhelm Andersson : piano baril, vers 1890
- Bayes and Company : piano carré, 1793
- Frederick Beale : debout euphonicon, c.1842
- Adam Beyer : piano carré, 1777
- John Brinsmead and Sons: debout, vers 1855
- John Broadwood and Son : grand, 1792 ; carré, 1795 ; carré, 1798 ; grand, 1801 ; carré, vers 1805
- John Broadwood and Sons : grand, vers 1810; carré, vers 1820 ; grand, 1823 ; armoire verticale, c.1830 ; grand, 1846 ; carré, 1858 ; grand, 1859 (maintenant à Hammerwood Park, East Grinstead, Sussex) ; droit, c.1870
- Muzio Clementi and Company : grand, vers 1800 ; grand droit, 1804 ; carré, vers 1815 ; carré, vers 1815 ; carré, vers 1815; grand, c.1815 ; grand, c.1821 ; grand, 1822 ; armoire verticale, c.1825 ; armoire verticale, c.1825
- Collard et Collard : carré, vers 1835 ; grand, vers 1835 ; grand, c.1840
- William Edwards : armoire verticale, vers 1825 Une autre vue de Finchcocks.

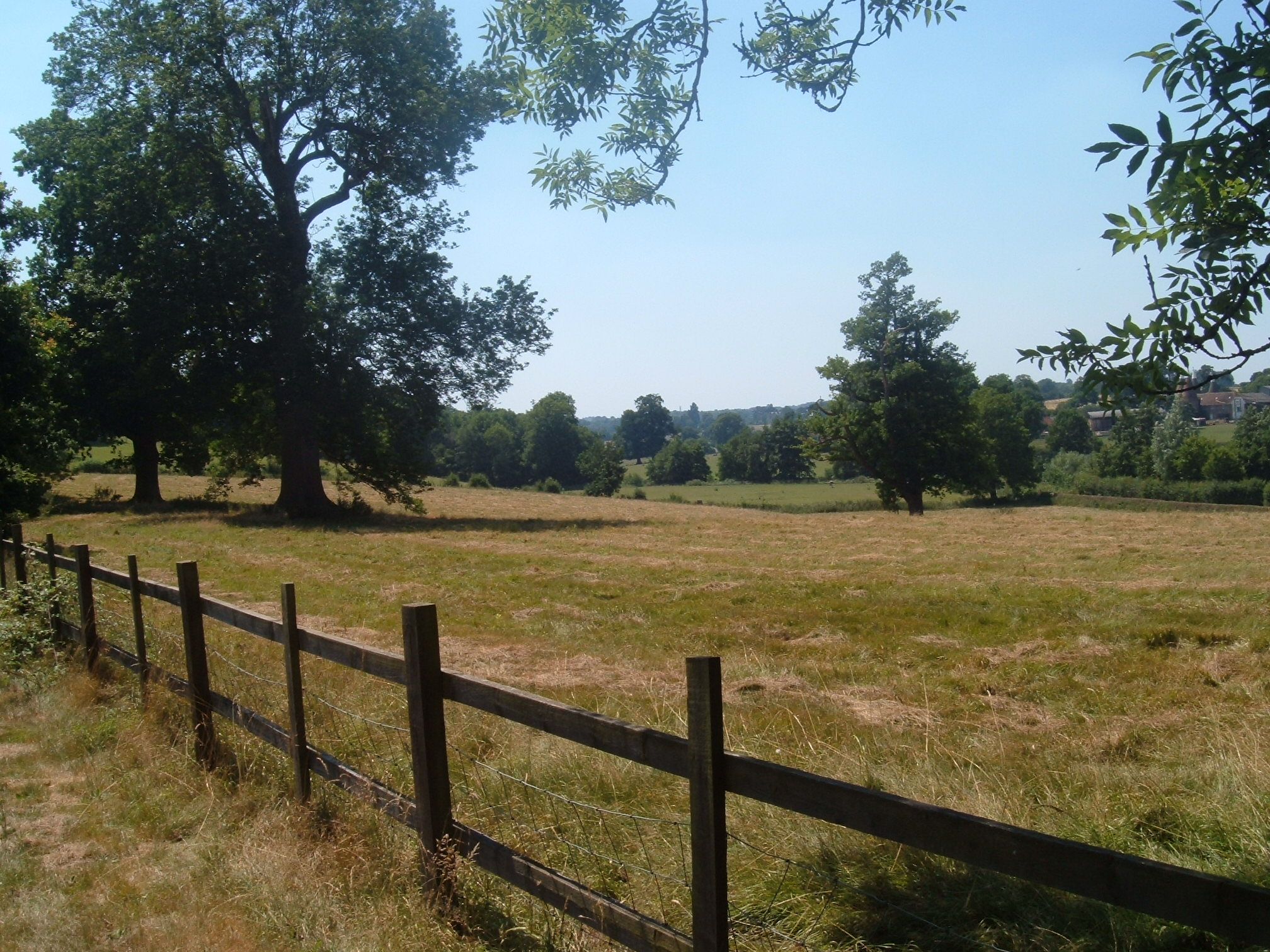
Une autre vue de Finchcocks.

- WJ Ennever and Son : debout, vers 1850
- Sébastien Érard : carré, 1792
- Erard Frères : grand, 1801
- Erard : debout, vers 1860 ; grand, 1866
- Johann Fritz : grand, vers 1815
- Christopher Ganer : carré, vers 1780 ; carré, 1784
- Conrad Graf : grand, vers 1820 ; grand, 1826
- Crang Hancock: grand transversal, 1779
- Carl Henschker: grand, vers 1840
- Mathias Jakesch: grandiose, 1832
- Jones, Round and Company: upright grand, c.1810 (aujourd'hui au Geelvinck Early Piano Museum, Amsterdam, Pays-Bas et prêté à Huis Midwoud, Midwoud)
- William Kearsing : carré, vers 1830
- Knowles et Allen : carré, vers 1805
- Sebastian Lengerer : grand, 1793
- Longman, Lukey and Company : carré, vers 1780
- Frederick Mathuschek : carré, 1873
- Sébastien Mercier : debout, 1831
- Henri Pape : console de piano droit, 1841 ; console de piano droite, 1843
- Ignace Pleyel et Compagnie: debout, vers 1840 ; grand, 1842
- Michael Rosenberger : grand, vers 1800
- Léopold Sauer : piano pyramide, vers 1805
- William Southwell : carré droit, vers 1800
- Robert Stodart : grand, 1787
- William et Matthew Stodart : grand, 1802 (maintenant à Hammerwood Park, East Grinstead, Sussex) ; carré, 1807
- Johann Baptist Streicher : grand, 1867 (aujourd'hui au Geelvinck Early Piano Museum, Amsterdam, Pays-Bas)
- Anton Walter und Sohn : carré, vers 1800
- Wilson : carré, 1789
- Robert Woffington : debout, vers 1800 (aujourd'hui au Geelvinck Early Piano Museum, Amsterdam, Pays-Bas)
- Johannes Zumpe et Gabriel Buntebart : square, 1769 (aujourd'hui au Geelvinck Early Piano Museum, Amsterdam, Pays-Bas)

### Autres
- Anonyme : boîte à musique cylindrique avec tambour et cloches, c.1895
- Busson : accordéon à piano, c.1850
- Chappell and Company : clavier cristallophone (ou « pianino »), vers 1815 (aujourd'hui au Geelvinck Music Museum, Zutphen, Pays-Bas) ; digitorium, vers 1870
- Paul Lochmann : symphonion (boîte à musique à disque), c.1895
- Thomas Machell and Sons : dulcitone, v.1920 (aujourd'hui au Geelvinck Music Museum, Zutphen, Pays-Bas)
- J Tait : angélique (lunettes musicales), c.1815

## Discographie
- Instruments de la collection Finchcocks - Richard Burnett, virginal, épinette, clavecin, orgue, pianoforte, piano (janvier/février 1982, Amon Ra Records) (OCLC 811334346)
- Music in miniature : Haydn, Clementi, Beethoven - Richard Burnett, piano carré Anton Walter vers 1800 (novembre 1982, Amon Ra Records) (OCLC 62926718)
- Scarlatti, 15 sonates : K. 44, 52, 53, 120, 124, 140°, 141°, 144°, 147, 426, 427, 450°, 461, 469 et 531 - Christophe Rousset, clavecins Joachim José Antunes 1785 et Jacob Kirkman 1756° (14-16 avril 1997, Decca)[7] (OCLC 41463620)

## Publications connexes
- (en) Richard Burnett, « English Pianos at Finchcocks », Early Music, vol. 13 no 1 février 1985, p. 45-51 (OCLC 4644439898).
- (en) William Dow, Finchcocks Collection, Catalogue: the Richard Burnett Collection of Historical Keyboard Instruments (1989) (OCLC 904970564)
- (en) Katrina et Richard Burnett, Finchcocks past and present. 2003, 40p.  (OCLC 978359218)
- (en) Richard Burnett, Company of pianos. Finchcocks Press, 2004 (OCLC 636072915)
- Marcia Hadjimarkos, « La collection Finchcocks », Goldberg Magazine, Noáin, no 27,‎ avril 2004, p. 28–30 (ISSN 1138-1531).

## Voir également
- Musée des instruments de musique
- Musée national des instruments de musique
- Lieux d'exposition de clavecins anciens